# Provodínské kameny (přírodní památka)
Provodínské kameny jsou přírodní památka na vrchu Spící panna asi 1,5 kilometru severně od Provodína v okrese Česká Lípa. Předmětem ochrany je čedičová skála s výskytem teplomilných společenstev a vzácných druhů živočichů.

## Historie

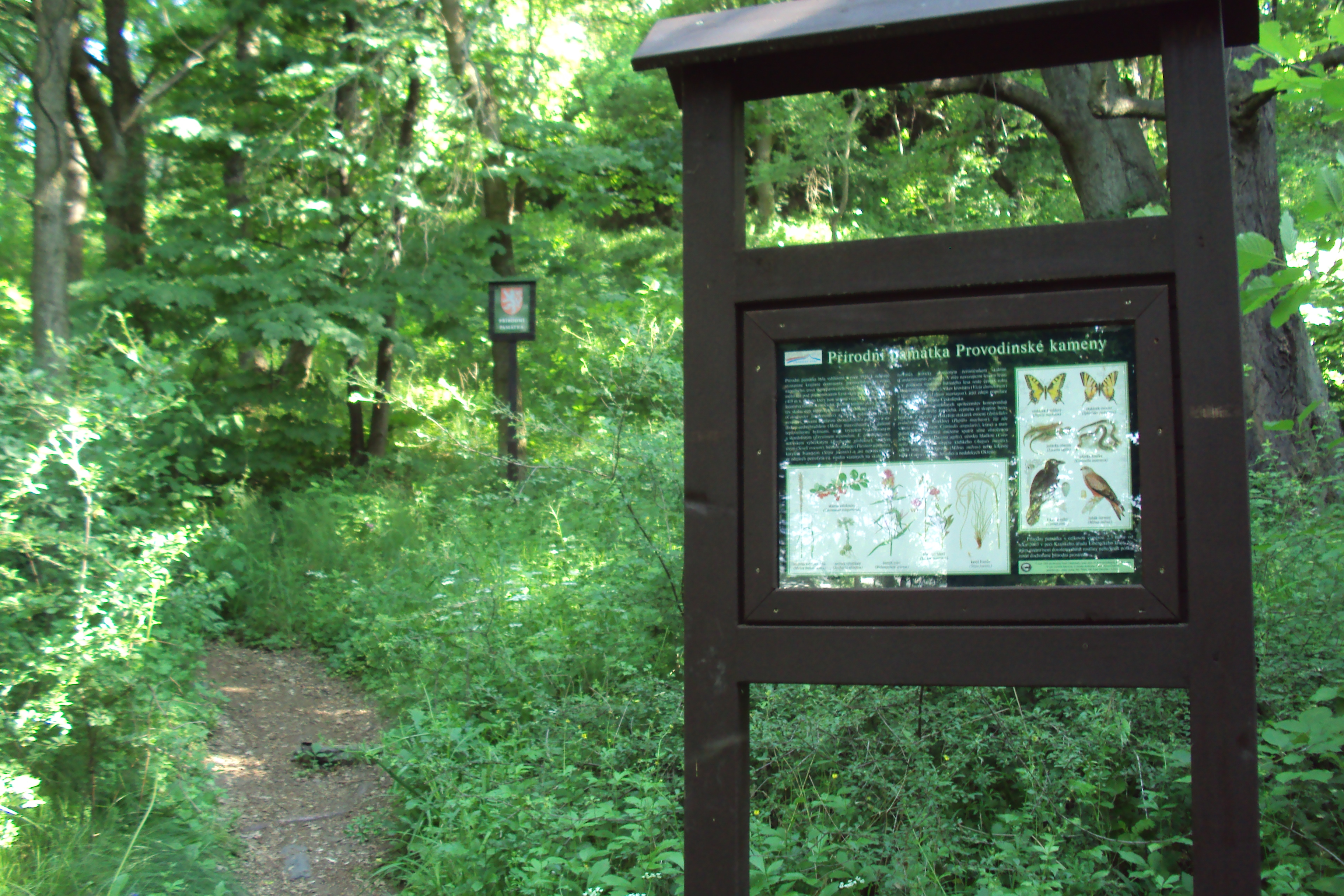
Vyznačení památky na patě Spící panny

Chráněné území vyhlásilo Ministerstvo školství a kultury dne 4. července 1956 v kategorii státní přírodní rezervace. Podruhé byla vyhlášeno Krajským úřadem Libereckého kraje dne 21. března 2006. Přírodní památku spravuje Agentura ochrany přírody a krajiny ČR – RP SCHKO Kokořínsko – Máchův kraj.

## Přírodní poměry
Přírodní památka s rozlohou 2,31 hektaru se nachází v katastrálním území Provodín v nadmořské výšce 352–419 metrů. Nachází se v Ralské pahorkatině, v podokrsku Provodínské kameny.

### Geologie
Spící panna je vulkanické těleso olivinického čediče třetihorního stáří, které vystupuje v pravidelných, do středu vějířovitě ukloněných pěti a šestibokých sloupcích. Vyšší části tělesa byly postupně odneseny zvětráváním. Hornina obsahuje velké množství cizích uzavřenin, především tmavě žlutozelených, zpravidla silně zvětralých uzavřenin peridotitu. Vyskytují se zde minerály olivín, diopsid, chromový spinel a magnetit. V uzavřeninách svoru lze nalézt zrnka granátu, která byla spolu s taveninou vynesena z hlubšího podloží.

### Flóra
Na čedičové skále se vyskytuje skalník celokrajný (Cotoneaster integerrimus), kostřava sivá (Festuca pallens) a několik druhů rozchodníků. Ve skalních štěrbinách roste kapradina osladič obecný (Polypodium vulgare) a v lese při úpatí skály roste lilie zlatohlavá (Lilium martagon), prvosenka jarní (Primula veris) a další druhy chráněných rostlin. Skály jsou zalesněny řídce, na úpatí jsou hlavně habry a lípy.

### Fauna
Vyskytuje se zde například krkavec velký (Corvus corax), moták pilich, z plazů ještěrka obecná (Lacerta agilis). Z bezobratlých se vyskytují vzácné teplomilné druhy měkkýšů, kobylek a brouků.